# 한국축산경제연구원
한국축산경제연구원은 축산업 전반에 관한 이론과 실제를 조사, 연구하고 사업수행자문, 양축농가의 경영안정과 품목별 경쟁력 제고에 기여할 목적으로 2005년 6월 27일 설립된 대한민국 농림수산식품부 소관의 사단법인이다. 사무실은 서울특별시 도구로 132, 영제빌딩 2층에 위치해있다.

## 주요 사업
- 축산구조 개선을 위한 정책자문 및 건의
- 축산경제․경영, 위생․안정성, 유통, 브랜드, 소비전략 등 조사․연구
- 축산관련 정책 세미나, 토론회 개최
- 국내 외 축산업 관련기관과의 교류 증진, 정보교환